# Casearia praecox
Casearia praecox là một loài thực vật có hoa trong họ Liễu. Loài này được Griseb. mô tả khoa học đầu tiên năm 1866.